# Кобылкин, Валентин Алексеевич
Валентин Алексеевич Кобылкин — советский хозяйственный, государственный и политический деятель, Герой Социалистического Труда.

## Биография
Родился в 1932 году в селе Горюново. Член КПСС.
Выпускник Колесниковской школы механизаторов при Бигнлинской МТС. С 1950 года — на хозяйственной, общественной и политической работе. В 1950—1992 гг. — тракторист в селе Горюново, свинарь Заводоуковского опытного хозяйства Ялуторовского производственного колхозно-совхозного управления, свинарь-механизатор совхоза «Заводоуковский» Заводоуковского района Тюменской области
Указом Президиума Верховного Совета СССР от 22 марта 1966 года присвоено звание Героя Социалистического Труда с вручением ордена Ленина и золотой медали «Серп и Молот».
Избирался депутатом Верховного Совета РСФСР 6-го созыва.
Умер в 1994 году.